# Igreja Paroquial de Ervidel
A Igreja Paroquial de Ervidel, igualmente conhecida como Igreja de São Julião, é um monumento religioso na vila de Ervidel, no Município de Aljustrel, na região do Alentejo, em Portugal.

## Descrição e história
O edifício situa-se em frente para o Largo da Igreja, no centro da vila de Ervidel. O exterior está caiado de branco, com faixas azuis. Tem uma só nave, com uma planimetria típica do barroco, sendo igualmente deste estilo a composição dos alçados. A fachada principal está virada para ocidente, e termina num frontão triangular de configuração mistilínea ornamentado com volutas, e que tem nos cantos urnas de forma piramidal. O portal é em arco de volta perfeita, tendo janelas nos lados e um óculo no topo. No lado esquerdo da fachada ergue-se a torre sineira, no estilo barroco, de planta quadrada, e que termina em cinco urnas piramidais, uma no centro e as restantes sobre os ângulos. No exterior da igreja também é de especial interesse o volume central na fachada Norte, de configuração saliente e mais elevada em relação aos outros dois panos, com contrafortes de forma cilíndrica, encimados por pináculos cónicos com merlões. A capela-mor é de planta quadrada, e está separada da nave por um arco triunfal de volta perfeita. A cobertura é em abóbada de berço. O retábulo-mor é de camarim, e está ornamentado com talha dourada. Os retábulos são de inspiração rococó. No interior da igreja destaca-se a capela lateral, cuja planimetria, abóbada e elementos em cantaria integram-se no estilo manuelino. Esta situa-se no lado do Evangelho da nave, e tem uma planta quadrada e cobertura em abóbada de nervuras, com as chaves em cantaria lavrada, sendo suportada por mísulas. O acesso à capela lateral faz-se através de um arco de volta perfeita sobre colunas.
A igreja foi construída originalmente no século XVI, sendo a capela lateral dessa centúria. Sofreu obras de modificação até ao século XVIII, período a que pertencem a nave da igreja, a torre e os retábulos. No século XX foi modificada a decoração interior, e entre as décadas de 1970 e 1980 o imóvel foi alvo de obras de restauro.